# Kjøbenhavn (rutebåd)
 For alternative betydninger, se Kjøbenhavn (flertydig). (Se også artikler, som begynder med Kjøbenhavn)
Kjøbenhavn var en rutebåd drevet af DFDS. Den 11. juni 1948 ramte den en sømine nær Hals Barre i Kattegat og sank , hvorved 48 personer omkom. Blandt de omkomne var fhv. professor ved Polyteknisk Læreanstalt Holger Bache (f. 1870) og fhv. departementschef Frederik Graae (f. 1875).
Allerede året før havde Kjøbenhavn været med i en tragisk ulykke. 27. juni 1947 syd for Kronborg kolliderede Kjøbenhavn med fragtskibet S/S Mette Skou , hvilket resulterede i sidstnævntes forlis. Ved forliset omkom Fyrbøder Edmund Helmuth Holst.

## Eksterne links
- Kjøbenhavn - faergelejet.dk
- Kjøbenhavn - denstoredanske.dk
- Kjøbenhavn ruteskibs forlis - vaeversted.com
- København S/S - vragguiden.dk
- D/S København (+1948) - wrecksite.eu
- Frederik Graae Arkiveret 4. januar 2007 hos  Wayback Machine - sekr.uvm.dk
- Danske søfarende, der omkom under og efter krigen 1939-45 Arkiveret 28. september 2007 hos  Wayback Machine - befrielsen1945.dk